# Gerarchia
Gerarchia (с итал. — «Иерархия») — фашистский журнал, основанный в январе 1922 года Бенито Муссолини.
Муссолини был указан как главный редактор в оглавлении журнала.
Он публиковал ежемесячные обзоры. Муссолини был указан в заголовке журнала в качестве его главного редактора. Однако фактическим редактором журнала с момента его основания была Маргарита Сарфатти. Но, что поразительно, её имя не появлялось в журнале до выпуска в феврале 1925 года, где она была указана просто как «ответственный директор» (то есть личная юридическая ответственность за журнал).
Вопрос о взаимодействии журналистики и политики в политическом процессе для Италии перманентно актуален. Причем актуальность его значительно возросла на рубеже столетий, что вызвано высокой активностью СМИ в политическом процессе, напряженностью в их отношениях с властью, а потому определёнными проблемами в реализации свобод. Италия продемонстрировала почти доведенный до абсурда пример сращивания политической власти со СМИ в самом прямом смысле слова, а именно — в лице одного человека, премьер-министра С. Берлускони, в семейном владении которого находится один из полюсов телевидения — концерн «Медиасет» и издательство «Мондадори». Для страны, в которой телевидение является основным средством информации, в том числе и политической, сложившаяся ситуация на телерынке создала очевидный конфликт интересов, который хотя и был формально улажен законом, но не снял вопрос о правомочности сосредоточения в одних руках политической и медийной власти. Автором тщательно изучены законы и нормативные акты Италии, в которых рассматриваются проблемы СМИ, начиная с первой Цизальпинской конституции и декретов наполеоновского периода вплоть до Альбертинского статута и Альбертинского эдикта 1848 г. Прослежены модификации законов после Объединения Италии, в том числе в период фашизма. Особо тщательно изучены законы Республиканской Италии, начиная с первых послевоенных лет и кончая законами 21 века.
Журнал включает эссе о том, как фашистская революция спасет белую расу, и аналогичные пропагандистские материалы. За четыре года до принятия расовых законов в Италии журнал Джераркия писал, что нельзя допускать смешения рас, необходимо добиваться осуществление принципа, что только один цвет расы имеет право на господство. В целом расизм, как писал в 1938 г. Дж. Альмиранте, будущий лидер неофашистов, должен был стать цементирующим фактором империалистической политики.
«Италия, — писал журнал Gerarchia, — является не только центром Средиземноморской Европы, но и всего средиземноморского района». Муссолини не раз подтверждал эти претензии в речи 26 марта 1939 г.
На протяжении второй половины XX в. в итальянской историографии велись споры о преобладании того или иного рычага — действий репрессивного аппарата или консенсусного способа удержания власти. На данный момент историки пришли к выводу о сосуществовании и тесном переплетении обоих инструментов, обеспечивавших стабильность тоталитарного режима.
В журнале было посвящено турецким темам, и в то же время они напечатали одну из самых первых фотографий Ататюрка, появившихся в европейской прессе — просто изображение без какого-либо текста, хотя в том же номере ещё фигурируют девять статей и карикатура по теме Турции. Если немцы с турками разделяли горечь поражения в одной войне и помнили о своем боевом братстве, то для Мустафы Кемаля как раз итальянцы стали первыми врагами, против которых он воевал в Ливии. Турки были категорически против оккупации итальянцами Эфиопии и всего фашистского проекта Mare Nostrum.
Ринальдо Дель Бо был видным представителем фашистских университетских организаций из Милана, он сотрудничал в таких журналах, как Gerarchia и Fascist Doctrine.
Журнал перестал выходить в 1943 году.